# Love (The Beatles)
Love è una raccolta dei Beatles pubblicata il 20 novembre 2006 da Apple Records. Il disco è stato realizzato per lo show del Cirque du Soleil intitolato LOVE.

## Descrizione

### Storia
George Martin e suo figlio Giles hanno iniziato a lavorarci dopo aver avuto il permesso di Paul McCartney, Ringo Starr, Yōko Ono e Olivia Harrison, queste ultime rappresentanti John Lennon e George Harrison. Paul ha commentato: «D'improvviso ci sono di nuovo John e George assieme a me e Ringo». Quest'ultimo ha detto: «Riascolto pezzi che avevo dimenticato di aver registrato». Il materiale servito per realizzare Love è stato tratto da 130 registrazioni.
Tutti i brani sono remixati e mescolati tra loro, incorporando frammenti di altre canzoni. A puro titolo di esempio, Get Back apre con la iconica chitarra di A Hard Day's Night, Drive My Car è miscelata con altri due brani a cappella (The Word / What You're Doing), mentre alla fine di Strawberry Fields Forever c'è un breve pezzo dell'assolo di clavicembalo di George Martin su In My Life. Nella traccia finale, All You Need Is Love, ci sono dei frammenti di Sgt. Pepper's Lonely Hearts Club Band.
L'unico arrangiamento originale, cioè non ricavato dai "take" registrati dai Beatles, è quello della canzone While My Guitar Gently Weeps: alla versione acustica della canzone, registrata da George Harrison come demo per la preparazione dell'album The Beatles, George Martin ha aggiunto, con il consenso di Olivia Harrison, un quartetto d'archi.

### Qualità audio
Questo album viene reso unico anche dal punto di vista qualitativo e dalla purezza del suono, infatti tutte le tracce presenti nell'album non sono mai state pubblicate con questo tipo di audio. Differenze udibili perfettamente all'orecchio umano.
Infatti il DVD esce in Dolby Digital 5.1 anche se le differenze si notano perfettamente anche sul CD, in brani soprattutto come Revolution (Chitarra elettrica).

## Tracce
Tutti i brani sono accreditati a Lennon-McCartney, tranne dove indicato.
1. Because
2. Get Back
3. Glass Onion
4. Eleanor Rigby / Julia (transition)
5. I Am the Walrus
6. I Want to Hold Your Hand
7. Drive My Car / The Word / What You're Doing
8. Gnik Nus
9. Something / Blue Jay Way (transition) (Harrison)
10. Being for the Benefit of Mr. Kite! / I Want You (She's So Heavy) / Helter Skelter
11. Help!
12. Blackbird / Yesterday
13. Strawberry Fields Forever
14. Within You Without You / Tomorrow Never Knows (Harrison/Lennon-McCartney)
15. Lucy in the Sky with Diamonds
16. Octopus's Garden (Starkey)
17. Lady Madonna
18. Here Comes the Sun / The Inner Light (transition) (Harrison)
19. Come Together / Dear Prudence / Cry Baby Cry (transition)
20. Revolution
21. Back in the U.S.S.R.
22. While My Guitar Gently Weeps (Harrison)
23. A Day in the Life
24. Hey Jude
25. Sgt. Pepper's Lonely Hearts Club Band (reprise)
26. All You Need Is Love

### iTunes bonus tracks
1. The Fool on the Hill
2. Girl

## Classifiche
| Chart (2007)                      | Fonti                              | Posizioni                                            | Certificazione | Vendite   |
| --------------------------------- | ---------------------------------- | ---------------------------------------------------- | -------------- | --------- |
| Billboard 200                     | Billboard                          | 4                                                    | Platinum       | 1,208,063 |
| Billboard Comprehensive Albums    | Billboard                          | 4                                                    |                |           |
| Billboard Top Internet Albums     | Billboard                          | 1                                                    |                |           |
| Chart Europa                      | Charts & Raiting                   | 1 (7)                                                |                |           |
| Canada                            | Nielsen Soundscan                  | 1                                                    |                |           |
| Francia                           | SNEP/IFOP                          | 1                                                    |                |           |
| Grecia Chart Album Internazionali | IFPI                               | 1                                                    |                |           |
| Polonia                           | ZPAV                               | 2 Archiviato il 25 maggio 2009 in Internet Archive.  | Platinum       | 70,000+   |
| Australia                         | ARIA                               | 2                                                    | Platinum       | 70,000+   |
| Nuova Zelanda                     | RIANZ                              | 2                                                    | Platinum       | 15,000+   |
| Germania                          | BVMI                               | 2 Archiviato il 25 maggio 2009 in Internet Archive.  |                |           |
| Svezia                            | GLF                                | 2                                                    | Gold           |           |
| UK Chart                          | BPI/The Official UK Charts Company | 3                                                    |                |           |
| Giappone                          | Oricon                             | 3                                                    | Platinum       | 127,564   |
| Svizzera                          | Media Control Europe               | 3                                                    |                |           |
| Belgio                            | Ultratop / Nielsen                 | 3                                                    | Gold           | 15,000+   |
| Austria                           | Media Control Europe               | 3                                                    |                |           |
| Paesi Bassi                       | Megacharts                         | 4                                                    |                |           |
| Repubblica Ceca                   | IFPI                               | 4                                                    |                |           |
| Portogallo                        | Promusicae/Media Control           | 5                                                    | Gold           | 10,000+   |
| Finlandia                         | GLF                                | 5                                                    |                |           |
| Brasile                           | Hot100Brasil                       | 7                                                    |                |           |
| Italia                            | FIMI/Nielsen                       | 7                                                    |                |           |
| Spagna                            | Promusicae/Media Control           | 9 Archiviato il 9 febbraio 2013 in Internet Archive. |                |           |
| Estonia                           | Media Control Europe               | 17                                                   |                |           |

## Formazione
The Beatles
- George Harrison - chitarra solista, voce, cori, armonie vocali, chitarre; sintetizzatore Moog in Because e Here Comes the Sun, organo in Blue Jay Way, swarmandal in Strawberry Fields Forever, sitar in Within You Without You e Tomorrow Never Knows, tape-loops in Tomorrow Never Knows, chitarra acustica in Here Comes the Sun, conga in A Day in the Life, violino in All You Need Is Love
- John Lennon - voce, chitarra ritmica, cori, armonie vocali; chitarra solista in Get Back e Come Together, chitarra acustica in Julia e A Day in the Life, piano elettrico in I Am the Walrus, sintetizzatore Moog in I Want You (She's So Heavy), tape-loops in Tomorrow Never Knows, clavicembalo in All You Need Is Love
- Paul McCartney - voce, basso, cori, armonie vocali, pianoforte; chitarra acustica in Blackbird e Yesterday, mellotron e bonghi in Strawberry Fields Forever, tape-loops in Tomorrow Never Knows, batteria in Dear Prudence e Back in the U.S.S.R., violoncello in All You Need Is Love
- Ringo Starr - batteria, percussioni; tape-loops in Tomorrow Never Knows, voce in Octopus's Garden

Altri musicisti
- Billy Preston - piano elettrico in Get Back
- George Martin - effetti sonori in Being for the Benefit of Mr. Kite!

Crediti
- George Martin - produttore